# Alfonso Muzzarelli
Alfonso Muzzarelli, né le 22 août 1749 à Ferrare et mort le 25 mai 1813 à Paris, est un jésuite (jusqu'en 1773), théologien italien et écrivain.

## Biographie
Né à Ferrare, dans une famille noble, il est éduqué chez les jésuites avant de demander à entrer dans la Compagnie de Jésus en 1768. Son histoire et destinée ressemblent ensuite en beaucoup de points à celles de son contemporain Luigi Mozzi. Après sa formation de jésuite il devient professeur dans les collèges jésuites de Bologne et d'Imola. Il n'est pas encore prêtre lorsque la Compagnie est supprimée en 1773. Néanmoins il poursuit ses études en théologie, est ordonné prêtre et se lance dans la production d'ouvrages de théologie et de spiritualité.
Comme Luigi Mozzi, il est à Rome au début des années 1800 et y mène une activité intellectuelle intense. Il est membre de l'Académie catholique des religions. Comme Luigi Mozzi il est un antijanséniste. Il est aussi un antidéiste. À Rome il fonde une congrégation pour la jeunesse dans l'église San-Estanislao. Par ailleurs, il est un grand promoteur du culte du Sacré-Cœur et de la dévotion mariale du mois de mai.
À la différence de Luigi Mozzi, il ne réintègre pas la Compagnie de Jésus lorsque celle-ci est reconstituée pour un temps dans le royaume de Naples en 1804. Lui-même est fait prisonnier en 1809 par les Français lors de la Campagne d'Italie de Napoléon. Il est déporté en France en même temps que le Pape Pie VII. Il meurt en résidence surveillée au couvent des Dames de saint-Michel un mois avant Luigi Mozzi lui aussi déporté à Paris.

## Œuvres
- Le bon usage de la logique en matière de religion (6 vol., Foligno, 1787-9), Rome, 1807. Ce recueil contient quantité d'esquisses traitant des questions théologiques du moment telles que - les abus dans l'Église, le pouvoir temporel du pape, la tolérance religieuse, l'immunité ecclésiastique, les richesses de l'Église et de son clergé, la primauté et l'infaillibilité du pape, la confession auriculaire, les instituts religieux, les indulgences, Grégoire VII, la liberté morale, etc. Il prone à cette occasion la désobéissance et la résistance au pouvoir et à ses impositions[1].
- L'Emilio désabusé (1782) est une réfutation de Jean-Jacques Rousseau.
- Réfutation du contrat social de Jean-Jacques Rousseau (2 vol., Foligno, 1794).
- Le mois de Marie ou Mai (Ferrare, 1785). Son ouvrage le plus traduit.
- Le bon usage des vacances (Parme, 1798). Ouvrage adressé aux jeunes.